# Maurice Piron
Maurice Piron (* 23. März 1914 in Lüttich; † 24. Februar 1986 ebenda) war ein belgischer Romanist und engagierter Wallonist.

## Leben und Werk
Piron promovierte 1938 als Assistent von Jean Haust in Lüttich im Fach Romanische Philologie mit der Arbeit L'œuvre poétique et dramatique d'Henri Simon [1856–1939] (ungedruckt), die einen Autor wallonischer Sprache zum Gegenstand hatte. Von 1950 bis 1963 war er Professor für französische Philologie und wallonische Dialektologie in Gent. Zwischendurch lehrte er von 1957 bis 1959 an der Universität von Belgisch-Kongo und von Ruanda-Urundi. Von 1963 bis 1976 war er Ordinarius in Lüttich, lehrte aber auch an der Université Laval in Québec (1967–1970) und an der Sorbonne (1976–1979). In Lüttich gründete er 1976 ein Zentrum für Quebec-Studien und  ein Zentrum für Simenon-Studien. Ab 1960 war er Mitglied der Académie  royale de langue et de littérature françaises.

## Weitere Werke
- La Philologie wallonne en 1939 (zusammen Jean Haust, Elisée Legros und Louis Remacle), Tongeren 1941/1942
- Lettres wallonnes contemporaines, Paris/Tournai 1944
- Histoire d'un type populaire. Tchantchès et son évolution dans la tradition liégeoise, Brüssel 1950
- Jules Claskin. Airs de flûte et autres poèmes wallons. Edition critique d'après les manuscrits de l'auteur, avec introduction et notes, Lüttich 1956
- Poètes wallons d'aujourd'hui, Paris 1961
- Turgot, Etymologie. Edition avec notes, Brügge 1961
- Inventaire de la littérature wallonne des origines (vers 1600) à la fin du XVIIIe siècle, Lüttich 1962
- Émile Verhaeren, Toute la Flandre, extraits. Avec une notice biographique, une notice historique et littéraire, des documents, des jugements, Paris 1965 (Nouveaux classiques Larousse)
- Guillaume Apollinaire et l'Ardenne, Brüssel 1975
- Aspects et profils de la culture romane en Belgique, Lüttich 1978
- Anthologie de la littérature dialectale de Wallonie, Lüttich 1979 (Prix Albert Counson)
- L'Univers de Simenon. Guide des romans et nouvelles (1931–1972) de Georges Simenon (zusammen mit Michel Lemoine), Paris 1983
- Guillaume Apollinaire, La Chanson du mal-aimé. Ed. commentée, Paris 1987